# Roșca-Buhaiova
Roșca-Buhaiova ist ein Schutzgebiet in Natur- und Landschaftsschutz der IUCN-Kategorie IV Biotop- und Artenschutzgebiet im Nationalpark Biosphärenreservat Donaudelta. Es befindet sich auf dem Areal der Gemeinde Chilia Veche, im Kreis Tulcea, in Rumänien.

## Beschreibung
Das Naturschutzgebiet Roșca-Buhaiova steht seit 1940 unter Naturschutz. Durch das Gesetz Nummer 5 vom 6. März 2000 sowie durch den Gerichtsbeschluss Nummer 2.151 vom 30. November 2004 wurde es zum Naturschutzgebiet von nationaler Bedeutung ausgewiesen. Als Teil des Nationalparks Biosphärenreservat Donaudelta gehört es zum Weltnaturerbe der UNESCO. 
Das Reservat Roșca-Buhaiova erstreckt sich im Norden des Donaudeltas, südöstlich von Chilia Veche, im Kreis Tulcea und umfasst den Seenkomplex zwischen den Sandbänken Letea und Chilia. Das Schutzgebiet ist mit 96,25 km² nach dem Sachalin-Zătoane-Seenkomplex flächenmäßig die zweitgrößte streng geschützte Zone des Biosphärenreservats Donaudelta.

## Fauna
Das Naturschutzgebiet Roșca-Buhaiova dient hauptsächlich dem Schutz und dem Erhalt der größten Pelikankolonie (Pelecanus onocrotalus) Europas, die hier, neben anderen seltenen Vogelarten wie Löffler (Platalea leucorodia), Reiher (Egretta) und Kormorane (Phalacrocorax carbo) beheimatet ist.
Die Tierwelt ist außerdem durch Säugetiere wie Fischotter (Lutra lutra), Nerze (Mustela lutreola), Hermeline (Mustela erminea), Bisamratten (Ondatra zibethicus), Füchse (Vulpes vulpes), Wildschweine (Sus scrofa) und den Marderhund (Nyctereutes procyonoides), auch Enok genannt, vertreten.

## Flora
Aus der Pflanzenwelt sind See- (Nymphaea) und Teichrosen (Nuphar), Froschbiss (Hydrocharis morsus-ranae), Wassernuss (Trapa natans), sowie einige fleischfressende Pflanzen (Karnivoren) hier beheimatet.
Neben Weiden (Salix) und Pappeln (Populus) wachsen hier vor allem Schilfrohr (Phragmites australis), Binsengewächse (Juncaceae), aber auch Kalmus (Acorus calamus), Sumpffarngewächse (Thelypteridaceae) und der Hahnenfuß (Ranunculus repens).